# Елеонора Арборейська
Елеонора (італ. Eleonora d'Arborea;  бл. 1347 —23 вересня 1404) — правителька Арборейської юдикату у 1383—1392 роках. Отримала прізвисько «Сардинська Жанна д'Арк». Національна героїня Сардинії.

## Біографія
Походила з династії Серра-Бас. Молодша донька Маріано IV, юдика Арбореї, та Тімбори ді Рокаберті. Народилася близько 1347 року. У 1367 році вийшла заміж за Бранкалеоне Доріа, чим було зміцнено союз між Арборейським юдикатом і родом Доріа. Після весілля мешкала у Кастельдженовезе, родинному володінні Доріа на Сардинії.
1382 року надала позику Ніколо Гуарко, дожу Генуї, в розмірі 4 тис. золотих флоринів терміном на 10 років. У випадку несвоєчасної сплати дож або його спадкоємець мав сплатити 8 тис. золотих флоринів. Також було домовлено про можливий шлюб сина Елеонори — Федеріко — з Б'янкою Гуарко.
1383 році після вбивства брата Угоне III та його доньки-спадкоємиці Бенедетти Арборейський юдикат втратив прямих спадкоємців. За цих обставин Елеонора домоглася оголошення свого сина Федеріко новим юдиком, а невдовзі сама прийняла титул юдикині і регентши. також було відкинуто вимогу на трон Вільгельма де Нарбона, небожа за чоловіком Беатриси, сестри Елеонори.
Спочатку вона придушила заколот, перемігши ворохобників серед знаті. Потім Елеонора відправила посланцем свого чоловіка до Педро IV з тим, щоб відбулося визначення Федеріко юдиком Арбореї. Втім Бранкалеоне Доріа було арештовано. Слідом за цим почалася війна проти Арагону, війська якого здійснили спробу захопити Сардинію. У 1384 році вона відбудувала Пізані Лонгосардо, один з основних портів в Сардинії. Лише 1385 року Педро IV визнав Федеріко юдиком Арбореї. Цей успіх сприяв піднесенню авторитету Елеонори яку розглядали як національну героїню.
31 серпня 1386 року було укладено офіційний мирний договір з Арагоном, що затверджував попередні угоди. У 1387 році після смерті сина Федеріко оголосила наступним юдиком свого молодшого сина — Маріано. 1388 року підписано новий договір з Арагоном, який підтверджував договір 1386 року.
Основні зусилля зосередила на внутрішній політиці, відмовившись від абсолютистської політики брата Угоне III, розширила права місцевих комун та знаті.
Завершила роботу над правовим кодексом «Carta de Logu», над яким до того працювали її батько та брат. В результаті кодекс став поєднанням римського і візантійського права, принципів болонської школи та сардинського звичаєвого права. Тут було закладено основи для муніципальних прав, можливості звільнення кріпаків (ліерос). Встановлювали рівні спадкові права для чоловіків і жінок. Він діяв до 1827 року. Згодом доповнила кодекс положенням, за яким вперше в історії надала захист пташиним гніздам, насамперед соколів, від незаконних мисливців.
1390 року було звільнено чоловіка Елеонори з арагонського полону. У 1392 році зреклася влади. Втім і далі залишалася радницею сина Маріано V.
Померла 1404 року в Ористано, під час потужної епідемії чуми.

## Пам'ять
- в Ористано є центральна площі Елеонори, де їй стоїть пам'ятник.
- за захист хижих птахів на її честь названо підсоколика Елеонори.

## Родина
Чоловік — Бранкалеоне Доріа.
Діти:
- Федеріко (1377—1387), юдик Арбореї
- Маріано (1378—1407), юдик Арбореї